# Kesäranta
Kesäranta (em sueco:  Villa Bjälbo) é a residência oficial do primeiro-ministro da Finlândia, localizado em Helsínquia, na Finlândia. A residência é de propriedade do governo finlandês através de propriedades do Senado. Há uma zona de espaço aéreo proibido sobre a Kesäranta. 

## História

### Propriedade privada
Kesaranta foi construída em 1873 como a villa de verão do arquiteto Frans Ludvig Calonius, sob o nome sueco Bjälb .  Na época de sua construção, Meilahti estava fora dos limites de Helsinque. Inicialmente, Kesaranta era uma vila de madeira de dois andares, mas em 1887, depois de ter sido adquirida por Carl Robert Igantius, um caixa do Banco da Finlândia, o edifício foi alterado para os projetos de Elia Heikel, que acrescentou uma torre de 20 metros e uma varanda à beira do prédio. 

### Governador-geral da Finlândia
Em 1904, Kesaranta foi comprada pelo Estado para servir como residência de verão do governador-geral da Finlândia. O arquiteto Jac Ahrenberg foi contratado para fazer as mudanças necessárias no prédio e em seus móveis. Uma nova ala de cozinha foi anexada ao edifício principal e uma varanda envidraçada foi construída ao lado do edifício de frente para o mar. A vila serviu como residência de verão dos governadores-gerais Obolenski, Gerhard, Boeckmann e Seyn. 

### Independência Finlandesa
Após a declaração de intendência da Finlândia em 1917 e da Guerra Civil Finlandesa em 1918, o general alemão Rüdiger von der Goltz viveu na Kesäranta brevemente. Carl Gustaf Emil Mannerheim também usou a Kesäranta como uma residência ocasional durante seu mandato como Regente, ou Protetor de Estado, de 1918 a 1919. 
Desde 1919, Kesaranta serve como residência oficial do primeiro-ministro. 
No verão, o governo realiza suas sessões informais noturnas na Kesaranta. Estes acontecem nas noites de quarta-feira e datam da década de 1930, quando o primeiro-ministro Aimo Cajander adotou a prática de convidar ministros para Kesaranta para discutir e preparar os assuntos a serem tratados na sessão plenária do governo no dia seguinte. 
Uma reforma completa do edifício principal que ocorreu em primeiro na década de 1950 e novamente na década de 1980. O edifício principal foi restaurado para se parecer com o do início do século, incluindo a reconstrução da torre e da varanda, que haviam sido removidas na década de 1950. O pátio do Kesäranta inclui uma sauna à beira-mar, um prédio de manutenção, uma casa de guarda, um pavilhão, um píer e uma quadra de tênis. 
Em 13 de julho de 2016, o primeiro-ministro Juha Sipilä e o primeiro-ministro maltês, Joseph Muscat, reuniram-se em Kesäranta para discutir questões relativas à União Européia . 
Em 2017, uma placa azul com a leitura "100" foi instalada no pátio de Kesäranta para comemorar o centenário da independência finlandesa. 

## Localização
O Kesäranta está localizado no bairro de Helsinque, em Meilahti, com vista para Seurasaarenselkä. A rua em que Kesaranta está localizada, Kesärannantie, não tem outros edifícios. 